# Intense
Intense es el quinto álbum de estudio del disc jockey y productor neerlandés Armin van Buuren. Fue lanzado el 3 de mayo de 2013.
La promoción comenzó con el lanzamiento del sencillo «Waiting for the Night», con la cantante Fiora, lanzado el 21 de enero de 2013, fue el tema musical de la película neerlandesa Loving Ibiza (en neerlandés: Verliefd op Ibiza). La segunda canción y primer sencillo oficial en ser lanzado es «This Is What It Feels Like», con el cantante canadiense y compositor Trevor Guthrie, que fue lanzado el 5 de abril de 2013 y el video musical fue lanzado el 17 de marzo de 2013. El 4 de abril, fue anunciada la lista de canciones de Intense por Armin van Buuren, y también comenzaron los pre-compras del álbum. El álbum fue lanzado por primera vez exclusivamente por Spotify el 29 de abril, seguido por su lanzamiento oficial en medios digitales y en CD, el 3 de mayo.

## Composición
Armin van Buuren describe la composición de géneros de Intense como "más de progressive house-y electro house y por supuesto trance, un poco de dubstep y música clasica", esto dijo durante una entrevista con el disc jockey británico Pete Tong.

## Lista de canciones
El 4 de abril, fue anunciada la lista de canciones de Intense por Armin van Buuren.

| N.º | Título                                            | Escritor(es)                                                  | Duración |  |
| 1.  | «Intense» (con Miri Ben-Ari)                      | A. van Buuren; M. Ben-Ari                                     | 8:47     |  |
| 2.  | «This Is What It Feels Like» (con Trevor Guthrie) | A. van Buuren; B. de Goeij; J. Vaughan; T. Guthrie; J. Ewbank | 5:16     |  |
| 3.  | «Beautiful Life» (con Cindy Alma)                 | A. van Buuren; C. Alma; P. Barry                              | 6:08     |  |
| 4.  | «Waiting for the Night» (con Fiora)               | A. van Buuren; F. Cutler                                      | 4:29     |  |
| 5.  | «Pulsar»                                          | A. van Buuren; B. de Goeij                                    | 6:31     |  |
| 6.  | «Sound of the Drums» (con Laura Jansen)           | A. van Buuren; J. Ewbank; L. Jansen                           | 6:34     |  |
| 7.  | «Alone» (con Lauren Evans)                        | A. van Buuren; V. Horn; L. Evans; Dmile                       | 6:49     |  |
| 8.  | «Turn This Love Around» (vs. Nervo con Laura V.)  | A. van Buuren; M. Nervo; O. Nervo                             | 5:22     |  |
| 9.  | «Won’t Let You Go» (con Aruna)                    | A. van Buuren; A. Abrams                                      | 6:35     |  |
| 10. | «In 10 Years from Now»                            | A. van Buuren; B. de Goeij                                    | 0:56     |  |
| 11. | «Last Stop Before Heaven»                         | A. van Buuren; B. de Goeij                                    | 6:27     |  |
| 12. | «Forever is Ours» (con Emma Hewitt)               | A. van Buuren                                                 | 6:41     |  |
| 13. | «Love Never Came» (con Richard Bedford)           | A. van Buuren; R. Bedford                                     | 7:00     |  |
| 14. | «Who’s Afraid of 138?!»                           | A. van Buuren; B. de Goeij                                    | 6:21     |  |
| 15. | «Reprise» (feat. Bagga Bownz)                     | A. van Buuren                                                 | 3:12     |  |

| Bonus Track y deluxe edition - iTunes Store |                                                          |                            |          |  |
| N.º                                         | Título                                                   | Escritor(es)               | Duración |  |
| 16.                                         | «Humming the Lights» (By Armin van Buuren presents Gaia) | A. van Buuren; B. de Goeij |          |  |
| 17.                                         | «Save My Night»                                          | A. van Buuren; B. de Goeij |          |  |

## Posición en listas
| País (2013)    | Lista                               | Mejor posición | Ref.   |
| -------------- | ----------------------------------- | -------------- | ------ |
| Alemania       | MegaCharts                          | 16             | [ 8 ]  |
| Austria        | Ö3 Austria                          | 20             | [ 9 ]  |
| Bélgica        | Ultratop 50 (flamenca)              | 15             | [ 10 ] |
| Bélgica        | Ultratop 40 (valona)                | 42             | [ 11 ] |
| España         | PROMUSICAE                          | 82             | [ 12 ] |
| Estados Unidos | Billboard 200                       | 65             | [ 13 ] |
| Estados Unidos | Dance/Electronic Albums - Billboard | 24             | [ 14 ] |
| Irlanda        | IRMA                                | 72             | [ 15 ] |
| Países Bajos   | MegaCharts                          | 2              | [ 16 ] |
| Polonia        | ZPAV                                | 7              | [ 17 ] |
| Reino Unido    | UK Albums Chart - OCC               | 37             | [ 18 ] |
| Reino Unido    | UK Albums Dance Chart - OCC         | 8              | [ 19 ] |
| Suiza          | Swiss Music Charts                  | 26             | [ 20 ] |

## Armin Only Intense
El lanzamiento de este álbum fue seguido de una gran gira internacional con 31 shows por todo el mundo titulada Armin Only Intense.